# Centrophorus tessellatus
Il centroforo mosaico (Centrophorus tessellatus Garman, 1906) è un piccolo squalo di acque profonde della famiglia dei Centroforidi.

## Descrizione
Con una lunghezza massima di 89 cm, questa specie rara è uno dei rappresentanti più piccoli del genere Centrophorus. Ha due pinne dorsali con spine di grandi dimensioni, seconda dorsale relativamente alta, alta quasi quanto la prima, occhi grandi, margini delle pinne pettorali terminanti ad angolo e pinna caudale moderatamente intaccata.

## Biologia
Probabilmente si tratta di una specie rara, e non sappiamo quasi nulla sulle sue abitudini. È ovoviviparo.

## Distribuzione e habitat
Il centroforo mosaico è stato segnalato nel Pacifico nord-occidentale, al largo delle coste di Honshū, e centro-orientale, attorno alle isole della Polinesia Francese e delle isole hawaiiane. Finora è stato segnalato solamente in prossimità di scarpate insulari, a profondità comprese tra i 20 e i 732 m.